# Pēteris Kalniņš
Pēteris Kalniņš (* 15. Dezember 1988 in Riga, Lettische SSR, Sowjetunion) ist ein lettischer Rennrodler.
Pēteris Kalniņš gehört seit 2007 dem lettischen Nationalkader an und wird von Aivars Kalniņš, zuvor auch von Jānis Ozoliņš und Zintis Šaicāns, trainiert. Seit 2005 bildet er mit Oskars Gudramovičs einen Rodel-Doppelsitzer. Er ist Profisportler, denn Bob-, Skeleton- und Rodelsport sind in Lettland überaus populär.

## Entwicklung bis zur ersten Olympiasaison
Pēteris Kalniņš gab mit seinem Doppelpartner Oskars Gudramovičs seinen Einstand im Weltcup zum Ende der Saison 2006/07 beim Rennen in Winterberg, wo sie den 25. Platz belegten. Zum Saisonfinale auf der Heimbahn Sigulda wurden sie 20. und belegten in der Gesamtwertung mit 45 Punkten den 30. Platz. Schon zuvor wurden sie im Januar 2007 bei den Juniorenweltmeisterschaften 2007 in Cesana Pariol wurden sie Fünfte und gewann mit Agnese Koklača sowie Kristaps Mauriņš im Mannschaftswettbewerb die Bronzemedaille. Bei den Weltmeisterschaften 2007 in Igls wurde das Doppel 26. In der folgenden Saison wurden beide bei den Junioren eingesetzt, Saisonhöhepunkt wurden die Juniorenweltmeisterschaften 2008 in Lake Placid, bei denen Gudramovičs/Kalniņš bei einem Sieg von Toni Eggert und Marcel Oster Dritte wurden und die Bronzemedaille gewannen. Im Mannschaftsrennen belegten sie mit Agnese Koklača und Lauris Kivkucāns den neunten Rang.
Seit dem Auftakt der Saison 2008/09 gehörten Gudramovičs und Kalniņš zum Weltcup-Team Lettlands. In Igls wurden sie zum Saisonstart 20., um anschließend auf ihrer Heimbahn in Sigulda mit Platz 23 ihr schlechtestes Saisonergebnis einzufahren. Es folgten 21. Ränge in Winterberg, 16 am Königssee und ein Sturz in Cesana. Nach einem 22. Platz in Oberhof kamen keine weiteren Saisonrennen hinzu, mit 106 Punkten wurden sie 22. in der Gesamtwertung des Weltcups. In der folgenden Saison bestritten die beiden Letten die ersten vier der acht Saisonrennen im Weltcup. Der Auftakt in Calgary verlief fulminant, nicht nur erreichte das Doppel erstmals eine einstellige Platzierung, als Viertplatzierte verpassten sie auch nur um einen Rang ihr erstes Podium. In den folgenden Rennen konnten sie diese Platzierung als 17. in Igls, 18. in Altenberg und 16. in Lillehammer dieses Ergebnis zunächst nicht bestätigen, verbesserten sich aber im Vergleich der Vorsaison auffallend. Bei den Europameisterschaften 2010 in Sigulda wurden sie Siebte. Zum ersten großen Höhepunkt der Karriere wurde die Teilnahme an den Olympischen Winterspielen in Vancouver. Bei den Wettkämpfen auf der Bahn von Whistler fuhren sie auf den 12. Platz.

## Aufstieg in die erweiterte Weltspitze
Die Saison 2010/11 brachten den Aufstieg in die erweiterte Weltspitze für das Doppel Gudramovičs/Kalniņš. Sie starteten in sechs der neun Saisonrennen und kamen sowohl schon beim Start und noch beim Finale zum Einsatz. In Igls wurden sie zum Saisonauftakt 18., danach in Winterberg 16. Nach dem eher schwachen Start und zwei ausgesetzten Rennen in Nordamerika, kam das Duo nach dem Jahreswechsel am Königssee zurück in den Weltcup und wurden Neunte und waren damit zum zweiten Mal in der Karriere unter den besten Zehn. In Oberhof folgte ein 12., in Altenberg ein 18. Platz. Zum Saisonfinale folgte in Sigulda nach einem Sieg im Nationencup-Rennen mit Rang sechs erneut eine Spitzenplatzierung. Mit 178 Punkten wurden Gudramovičs/Kalniņš am Ende der Saison mit 178 Punkten 15. der Gesamtwertung, nur einen Punkt hinter den tschechischen Brüdern Lukáš und Antonín Brož. In der Gesamtwertung des Nationencups wurden sie mit 316 Punkten Fünfte.
In der Saison 2011/12 konnten die beiden Letten nicht an die Vorsaison anknüpfen. Sie starteten erst nach dem Jahreswechsel und der Nordamerika-Tour am Königssee in die Saison, beendeten ihr erstes Rennen jedoch aufgrund eines Sturzes nicht. In Oberhof fuhren sie dann auf den 19., in Winterberg auf den 13. Platz. In Sigulda erreichten sie auf der Heimbahn mit Rang fünf ihr bestes Saisonergebnis, bevor sie mit Rang 19 in Paramonowo ihre Saison beschlossen. Das Rennen in Paramonowo waren zugleich die Europameisterschaften 2012, in deren Rahmen Gudramovičs und Kalniņš auf den 16. Rang fuhren. Schon zuvor wurden sie bei den Weltmeisterschaften 2012 in Altenberg Zehnte. In der Gesamtwertung des Weltcups waren sie am Ende nach fünf von neun bestrittenen Rennen mit 129 Punkten 22., in der Gesamtwertung des Nationencup mit 195 Punkten 15.
2012/13 starteten Gudramovičs/Kalniņš erstmals in allen möglichen Rennen der Weltcup-Saison. Zum Saisonauftakt fuhren sie in Igls auf den 14. Platz. Nach einem Sturz im zweiten Rennen am Königssee folgte Platz 22 in Altenberg. In Sigulda fuhren sie als Neunte erneut auf ihrer Heimbahn ihre beste Saisonplatzierung. Es folgten mit den Rängen 13 und 12 am Königssee und in Oberhof weitere gute Platzierungen, bevor in Winterberg erneut ein Sturz einen Ausfall brachte. Die Rennen in Oberhof waren in der Saison zugleich die Europameisterschaften 2013, in deren Rahmen Kalniņš mit seinem Partner 12. wurde. Noch besser lief es bei den Weltmeisterschaften 2013 in Whistler, wo sie Zehnte wurden. Die finalen Weltcuprennen in Lake Placid und Sotschi beendeten sie als 15. und 14. Mit 202 Punkten wurden sie 16. der Gesamtwertung, im Nationencup mit 323 Punkten Siebte.
Die olympische Saison 2013/14 begann mit einem Rennen in Lillehammer bei dem Gudramovičs und Kalniņš 20. In Igls verpassten sie erstmals als 23. des Nationencup-Rennens das eigentliche Weltcuprennen. In Winterberg verpassten sie danach als Elftplatzierte nur knapp die besten Zehn. Es folgten die Rennen in Nordamerika. In Whistler wurden sie 15., in Lake Placid 13. Nach dem Jahreswechsel stürzten sie bei ihrem Rennen am Königssee, nachdem sie zuvor das Nationencup-Rennen gewonnen hatten, und wurden danach 23. in Oberhof. In Altenberg belegten sie den neunten Platz. Als bestes lettisches Team konnten sie sich damit erstmals für die lettische Staffel qualifizieren. Von Beginn ihrer Karriere an standen sie meist im Schaffen der Brüder Andris und Juris Šics, zudem in den ersten Jahren ihrer Karriere mit Andrejs Bērze und Uldis Logins später mit Kristens Putins und Imants Marcinkēvičs im stetigen Wettstreit um den zumindest zweiten Platz im Team. An der Seite von Ulla Zirne und Mārtiņš Rubenis verpassten sie als Viertplatzierte ihre erste Weltcup-Podiumsplatzierung. Zum Saisonfinale auf der Heimbahn in Sigulda fuhren Gudramovičs und Kalniņš als Neunte einmal mehr unter die besten zehn, im Rahmen der gleichzeitigen Europameisterschaften wurden sie 14. Mit 226 Punkten wurden sie 14. der Weltcup-Gesamtwertung, die Gesamtwertung des Nationencups gewannen sie mit 548 Punkten. In Sotschi folgte als Saisonhöhepunkt die zweite Teilnahme an Olympischen Winterspielen. Nachdem sie im ersten Lauf auf den 12. Rang gefahren waren, konnten sie sich nach der neuntbesten Zeit im zweiten Durchgang auf den Zehnten Gesamtrang verbessern.

## Etablierung in der Weltspitze

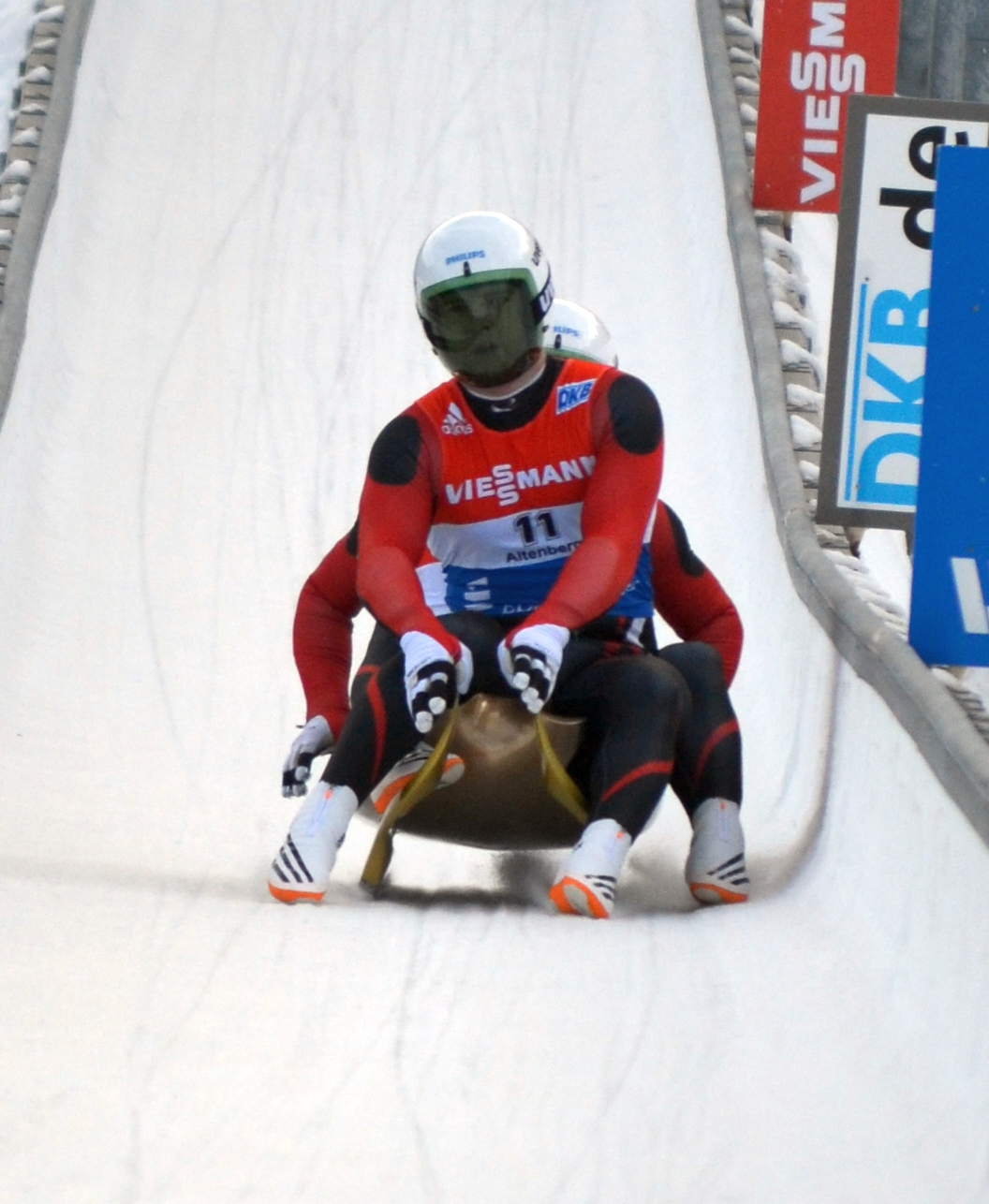
Gudramovičs und Kalniņš beim Rennen 2015 in Altenberg

Die Saison 2014/15 begann mit einem Sturz im Weltcuprennen von Igls. Damit qualifizierten sie Gudramovičs und Kalniņš nicht nur nicht für das erste Sprintrennen der Weltcupgeschichte, sondern fielen auch für die Nordamerikatour aus. Am Königssee kehrten sie zurück und begannen mit einem zweiten Platz hinter Robin Geueke und David Gamm im Nationencup-Rennen. Es folgte ein fünfter Rang im Weltcuprennen. In Oberhof begann man das Weltcup-Wochenende erneut mit einem zweiten Rang im Nationencup hinter Geueke/Gamm. Das Weltcuprennen beendeten sie als 12. In Winterberg gewannen sie zunächst das Nationencup-Rennen und wurden anschließend Siebte des Weltcup-Rennens. In Lillehammer fuhren sie auf Platz 13. Danach starteten sie bei den Weltmeisterschaften 2015 in Sigulda, wo Gudramovičs und Kalniņš Zehnte wurden. Nach der WM fuhren sie in Altenberg auf den 13. Platz im Weltcuprennen und qualifizierten sich damit erstmals für ein Sprintrennen im Weltcup, bei dem sie Elfte wurden. Saisonfinale und zugleich Europameisterschaften 2015 wurden die Rennen in Sotschi, bei denen sie in der Weltcup-Wertung 14. und in der EM-Wertung 13. wurden. Mit 271 Punkten waren sie am Ende der Saison Weltcup-15. der Gesamtwertung und mit 270 Punkten aus nur drei Rennen Vierte in der Gesamtwertung des Nationencups.

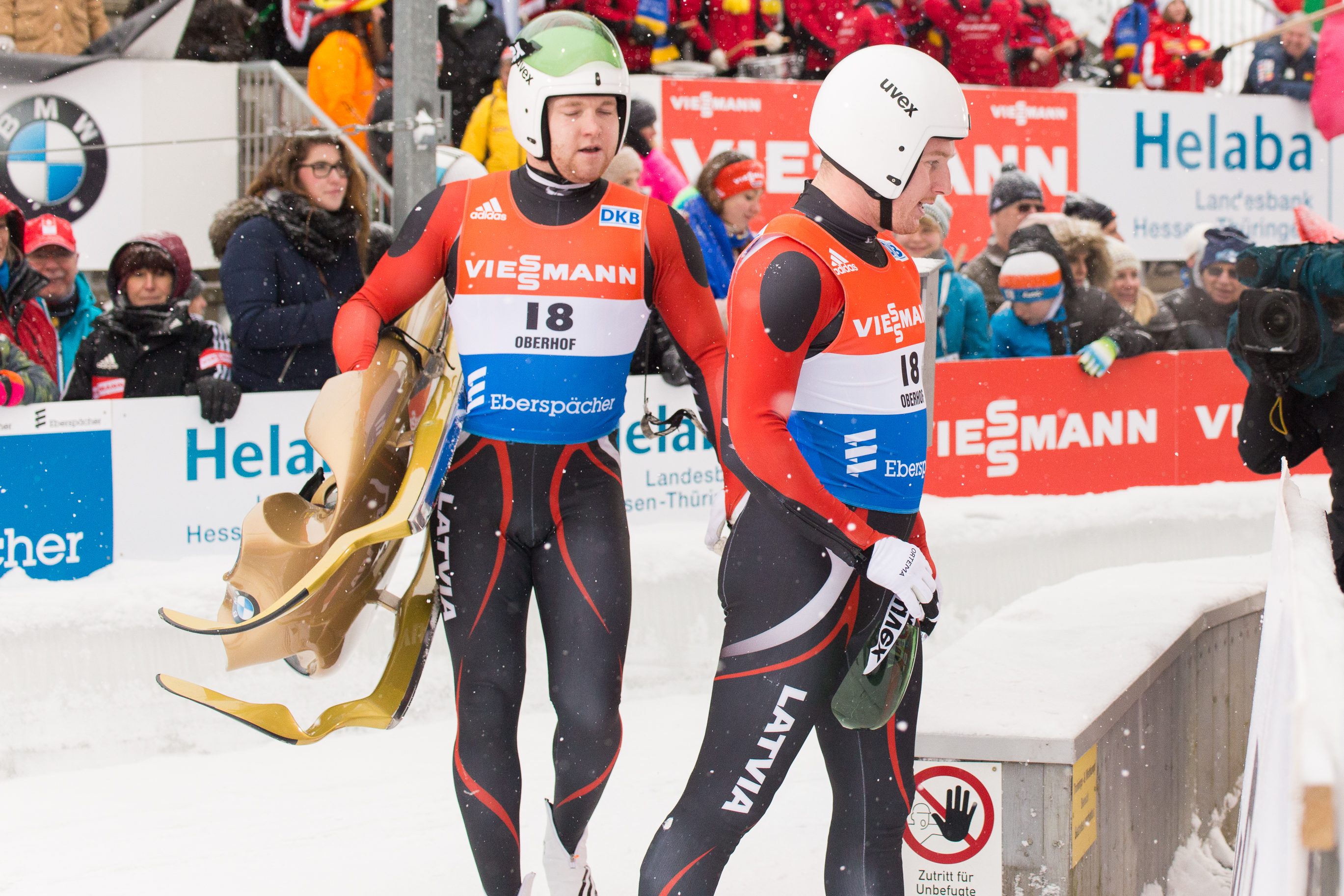
Gudramovičs und Kalniņš 2016 in Oberhof

Nachdem Gudramovičs und Kalniņš in den Jahren zuvor immer in der erweiterten Weltspitze fuhren und sich abgesehen von kleineren Rückschlägen doch stetig verbesserten, gelang ihnen in der Saison 2015/16 endgültig der Durchbruch zu einer Spitzenmannschaft und einer ernsthaften Konkurrenz für Šics/Šics um die Führungsrolle bei den Doppelsitzern in Lettland. Mit den Rängen 18 in Igls und 15 in Lake Placid startete das Doppel noch vergleichsweise schwach in die Saison. In Park City verpassten sie zum dritten Mal in ihrer Karriere als Viertplatzierte das Podium, qualifizierten sich aber für ihr zweites Sprintrennen, in dem sie den siebten Platz belegten. In Calgary fuhren sie als Achte erneut unter die besten Zahn und Sprint-Fünfte. Nach dem Jahreswechsel konnten sie die Form nicht nur halten, sondern auf ihrer Heimbahn in Sigulda noch steigern. Hinter den deutschen Olympiasiegern Tobias Wendl und Tobias Arlt konnten sie als Zweitplatzierte erstmals einen Podiumsplatz erreichen. Diesen wiederholten sie an der Seite von Elīza Cauce und Artūrs Dārznieks im Staffelrennen zudem. Ein Rückschlag kam in Oberhof, als das lettische Doppel nur 20. wurde. Danach fanden am Königssee die Weltmeisterschaften statt, bei denen sie den zehnten Platz belegten. Auch nach der WM in Altenberg folgte noch einmal ein Rückschlag mit dem 23. Platz, zudem platzierten sie sich in der Europameisterschaftswertung als 21. Zum Saisonfinale in Winterberg fanden sie in die Erfolgsspur zurück und belegten hinter Toni Eggert und Sascha Benecken sowie Wendl/Arlt den dritten Platz. Die lettische Staffel kam im letzten Rennen nicht ins Ziel. Mit 446 Punkten verpassten sie als Elfte der Weltcup-Gesamtwertung nur um drei Punkte gegenüber Tristan Walker und Justin Snith ihre erste Top-Ten-Platzierung in der Gesamtwertung.

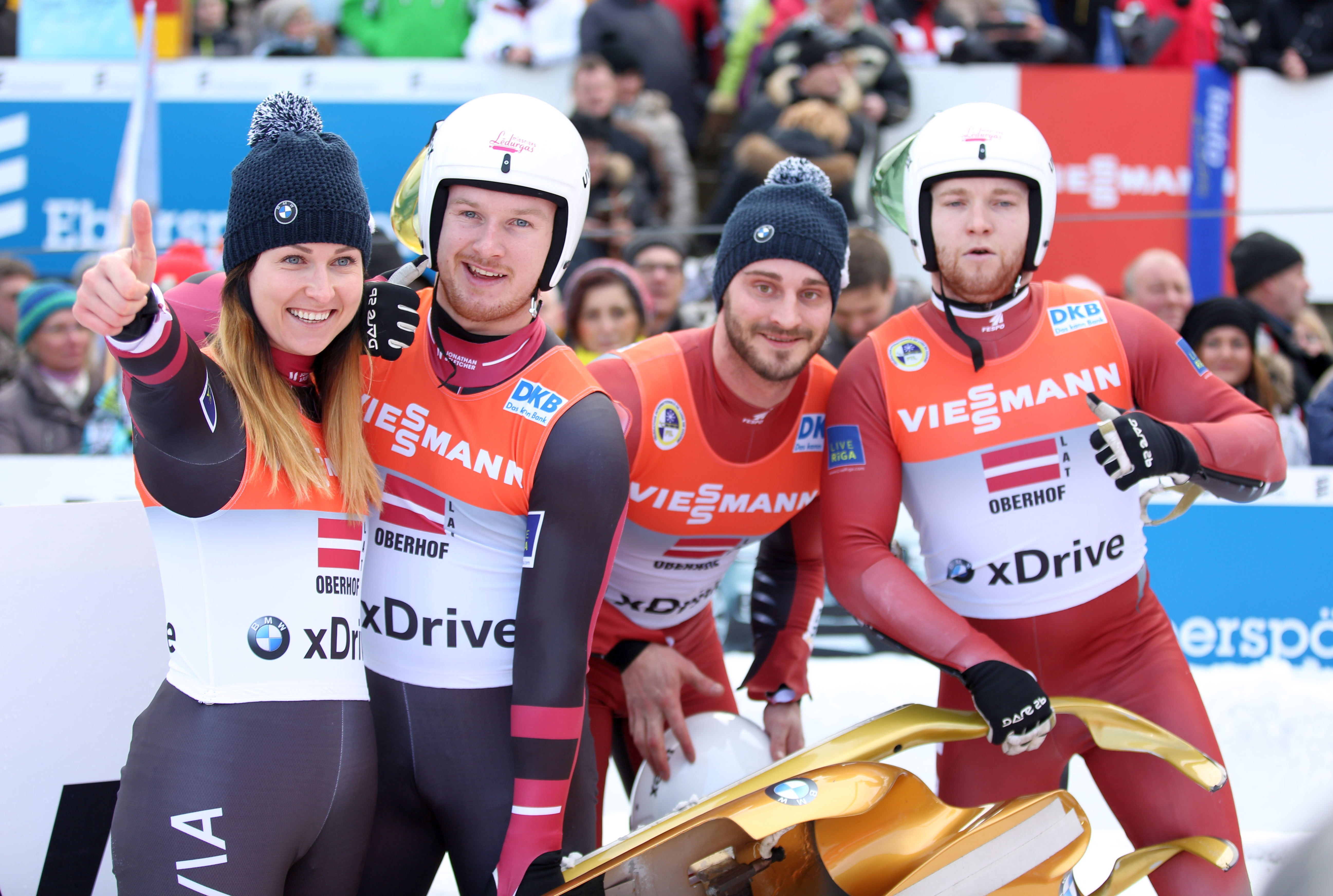
Staffel-Dritte mit Ulla Cauce und Inārs Kivlenieks im Rennen von Oberhof 2017

In der Saison 2016/17 konnte das Doppel Gudramovičs/Kalniņš die Leistungen aus der Vorsaison bestätigen. Zum Saisonauftakt in Winterberg wurden sie Elfte und im Sprintrennen Siebte. Es war auch das einzige Rennen, für das sie sich zuvor über den Nationencup qualifizieren mussten, wobei sie hinter Walker/Snith Zweite wurden. Für die restliche Saison gehörten sie immer zu den gesetzten Teams. Es folgte die Nordamerika-Tour. In Lake Placid erreichten sie mit Rang 22 eine der wenigen schwachen Platzierungen der Saison. Danach verpassten sie in Whistler als Viertplatzierte ihre erste Podiumsplatzierung der Saison. Auch in Park City fuhren sie mit den Rängen sieben sowie neun im Sprint auf einstellige Platzierungen. Nach dem Jahreswechsel stürzten sie beim ersten Weltcuprennen 2017 am Königssee. Es folgten die Rennen auf der lettischen Heimbahn in Sigulda und erneut dem die Saison überragenden deutschen Team Toni Eggert und Sascha Benecken geschlagen geben. Das galt auch für das anschließende Sprint-Rennen. Wie so oft konnten sie bei den Weltmeisterschaften solide, aber nicht ihre besten Leistungen abrufen. In Igls wurden sie als bestes lettisches Doppel Elfte, mit der Staffel belegten sie danach an der Seite von Ulla Zirne und Inārs Kivlenieks den siebten Rang. Obwohl sie in Oberhof ihr zweitschlechtestes Saisonergebnis einfuhren und nur 23. wurden und zudem mit Šics/Šics sowie Putins/Marcinkēvičs zwei lettische Doppel besser platziert waren, wurden sie für das Staffelrennen eingesetzt. Dieses Vertrauen konnten sie rechtfertigen und wurden mit Cauce und Kivlenieks hinter den Vertretungen aus Deutschland und Russland Dritte. Beim gleichzeitigen Olympiatestrennen für das folgende Jahr auf der Bahn von Pyeongchang wurden sie nur 24. und damit Letzte. Auch zum Saisonfinale in Altenberg wurden sie nur 22. Mit den letzten drei schlechten Saisonrennen verpassten sie eine noch bessere Platzierung im Gesamtweltcup, wurden aber dennoch mit 483 Punkten Siebte.

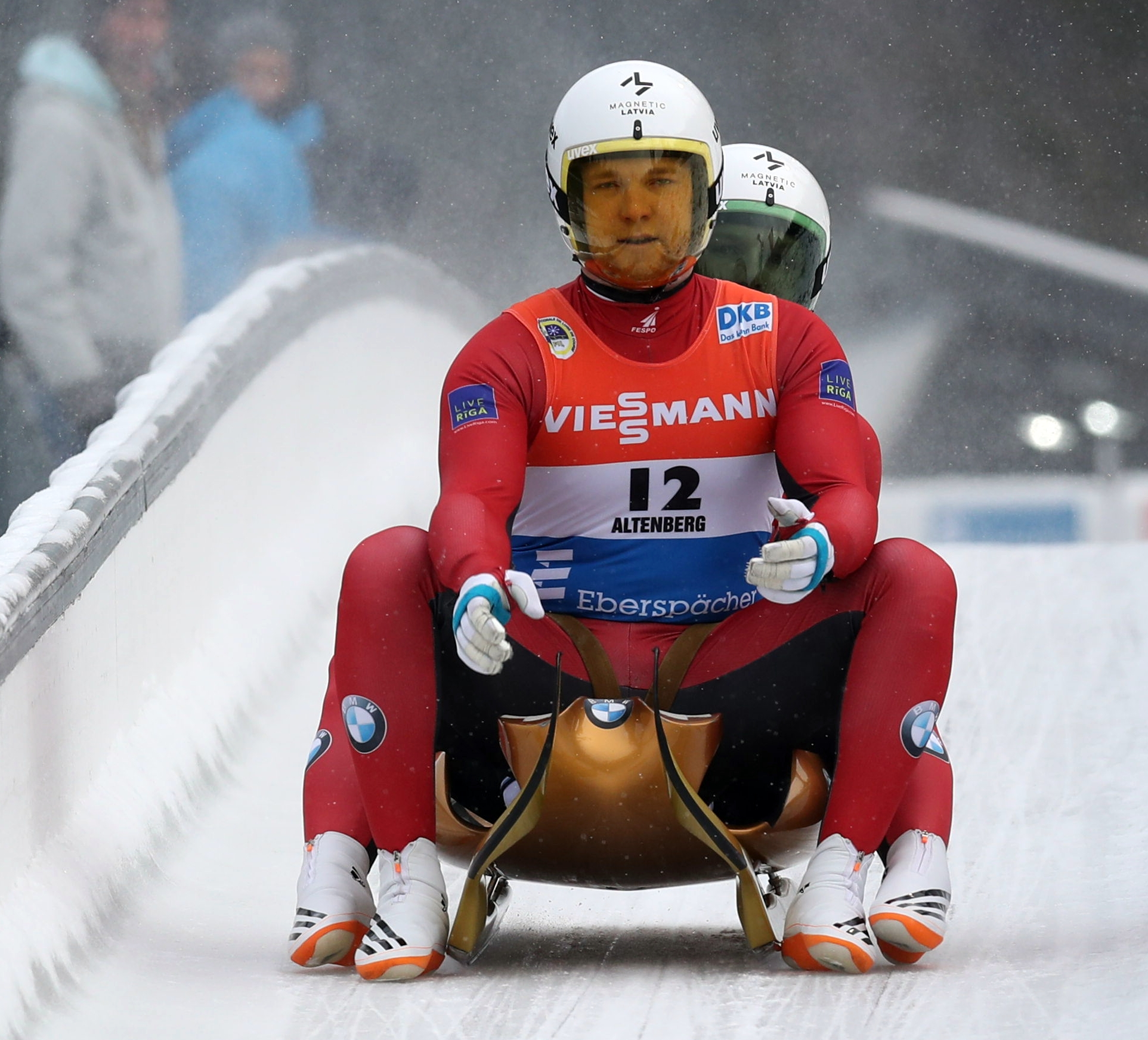
Als Fünfte des Weltcuprennens von Altenberg im Dezember 2017

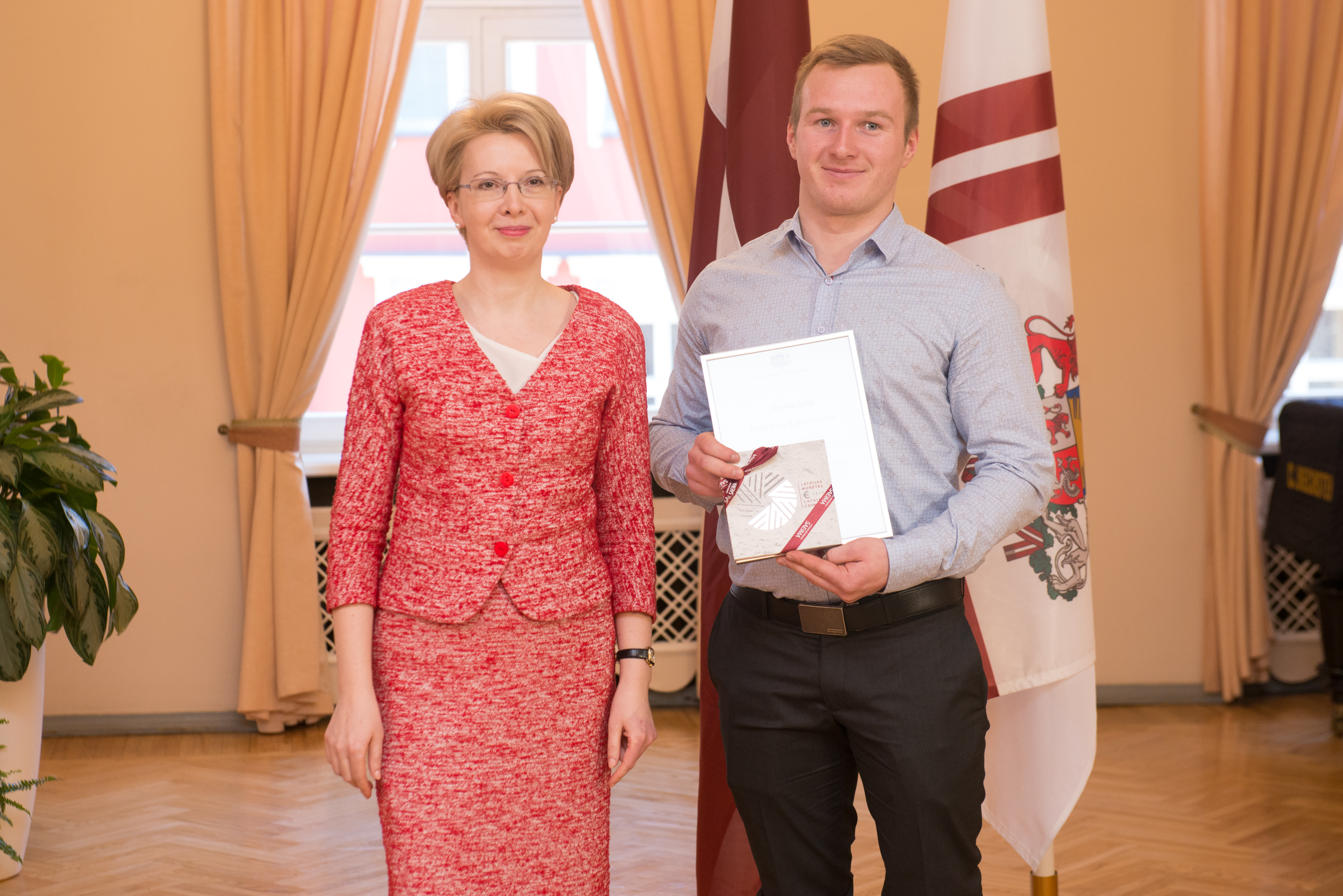
Empfang bei der Parlamentssprecherin Ināra Mūrniece nach den Olympischen Spielen 2018

Die Saison 2017/18 begann denkbar schlecht. Durch die drei schwachen Rennen zum Saisonende der Vorsaison mussten sich Gudramovičs und Kalniņš wieder über die Nationencup-Rennen für die Weltcuprennen qualifizieren, wurden hier aber in Igls nur 22. und verpassten das Hauptrennen damit weit. Besser verliefen die Rennen in Winterberg, wo sich die Letten als Dritte des Nationencup-Rennens wieder qualifizieren konnten und im Weltcuprennen Zehnte wurden. Zudem qualifizierten sie sich für den Sprint, in dem sie 13. wurden. In Altenberg wurden sie gute Fünfte. In Calgary belegten die ebenfalls den zehnten Platz, starteten aber nicht in Lake Placid. Nach dem Jahreswechsel starteten sie am Königssee mit einem zweiten Rang im Nationencup-Rennen und wurden anschließend 13. Auch in Oberhof wurden sie Zweite des Nationencups und anschließend Neunte des Weltcuprennens. In Lillehammer konnten sie das Nationencup-Rennen schließlich gewinnen und Fünfte des Weltcup-Rennens werden, im Sprintrennen belegten sie Rang elf. Das Weltcup-Finale fand in Sigulda statt. Hinter den beiden deutschen Duos Eggert/Benecken sowie Wendl/Arlt und ihren nationalen Konkurrenten Šics/Šics fuhren sie auf den vierten Platz, zugleich Rang vier in der gleichzeitigen Europameisterschaftswertung. Beim Sprintrennen, das nicht zur EM gehörte, konnten sie Wendl und Arlt hinter sich lassen und Dritte werden. In der Gesamtweltcupwertung waren sie mit 456 Punkten Zehnte, in der Gesamtwertung des Nationencup mit 359 Punkten hinter Wojciech Chmielewski und Jakub Kowalewski aus Polen Zweite. Es folgte die dritte Teilnahme an Olympischen Winterspielen. In Südkorea verpatzen Gudramovičs und Kalniņš den ersten Lauf, nach dem sie nur 17. waren. Im zweiten Lauf fuhren sie die neuntbeste Zeit und waren am Ende 14. der Gesamtwertung.

## Als Altmeister zum ersten Sieg

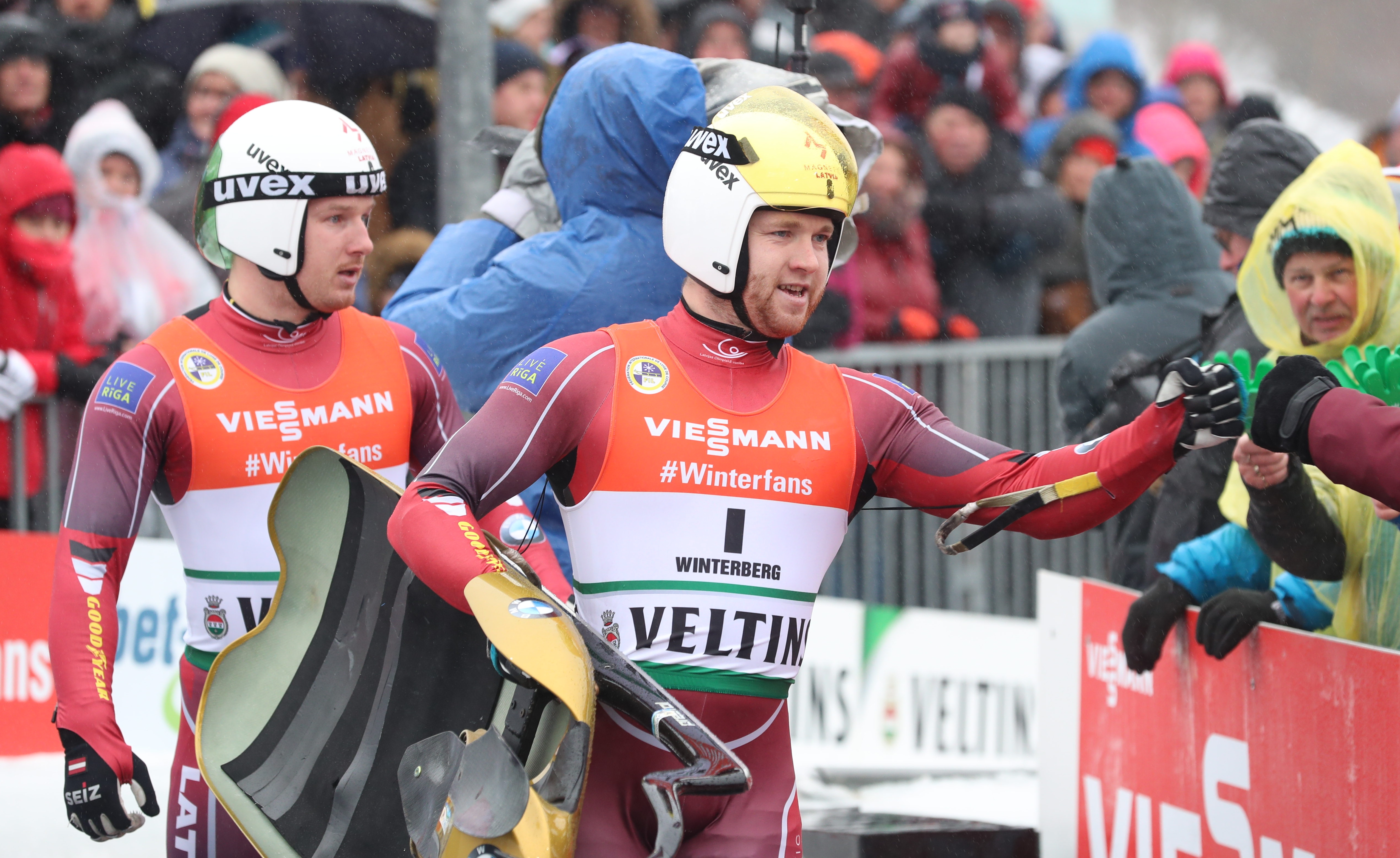
Bei den Weltmeisterschaften 2019 in Winterberg

2018/19 begann mit einem 16. Platz in Igls. Die Nordamerika-Tour machten Gudramovičs und Kalniņš danach nicht mit und waren erst wieder nach dem Jahreswechsel im Einsatz. Am Königssee qualifizierten sie sich souverän über einen Sieg im Nationencuprennen für das Weltcuprennen, bei dem sie Siebte wurden. Auch beim anschließenden Weltcup in Sigulda gewannen sie zunächst souverän das Nationencup-Rennen, für den Rest der Saison gehörten sie nun wieder zur Gesetztengruppe. Hinter Eggert und Benecken belegten sie auf ihrer Heimbahn den zweiten Platz, mit den Geschwistern Kendija Aparjode und Kristers Aparjods gewannen sie zudem mit dem Staffelrennen als erste Letten ein Rennrodel-Weltcuprennen. Es folgten die Weltmeisterschaften 2019 in Winterberg. Hinter Eggert/Benecken, Wendl/Arlt sowie den Österreichern Thomas Steu und Lorenz Koller verpassten sie nur knapp den Gewinn einer ersten WM-Medaille. Nach der WM folgte ein etwas schwächeres Rennen in Altenberg mit einem 15. Platz, in Oberhof fuhren sie anschließend als Neunte wieder auf eine einstellige Platzierung. Es waren zugleich die Europameisterschaften 2019, in deren Rahmen Gudramovičs und Kalniņš Achte wurden. Zum Saisonfinale in Sotschi wurden die Letten Achte sowie Sechste des Sprintrennens. Aufgrund der verpassten Nordamerika-Rennen wurden sie trotz diverser guter Ergebnisse in der Saison mit 313 Punkten am Ende nur 14. der Weltcup-Gesamtwertung. In der Gesamtwertung des Nationencups wurden sie mit 200 Punkten aus nur zwei Rennen Siebte der Gesamtwertung.

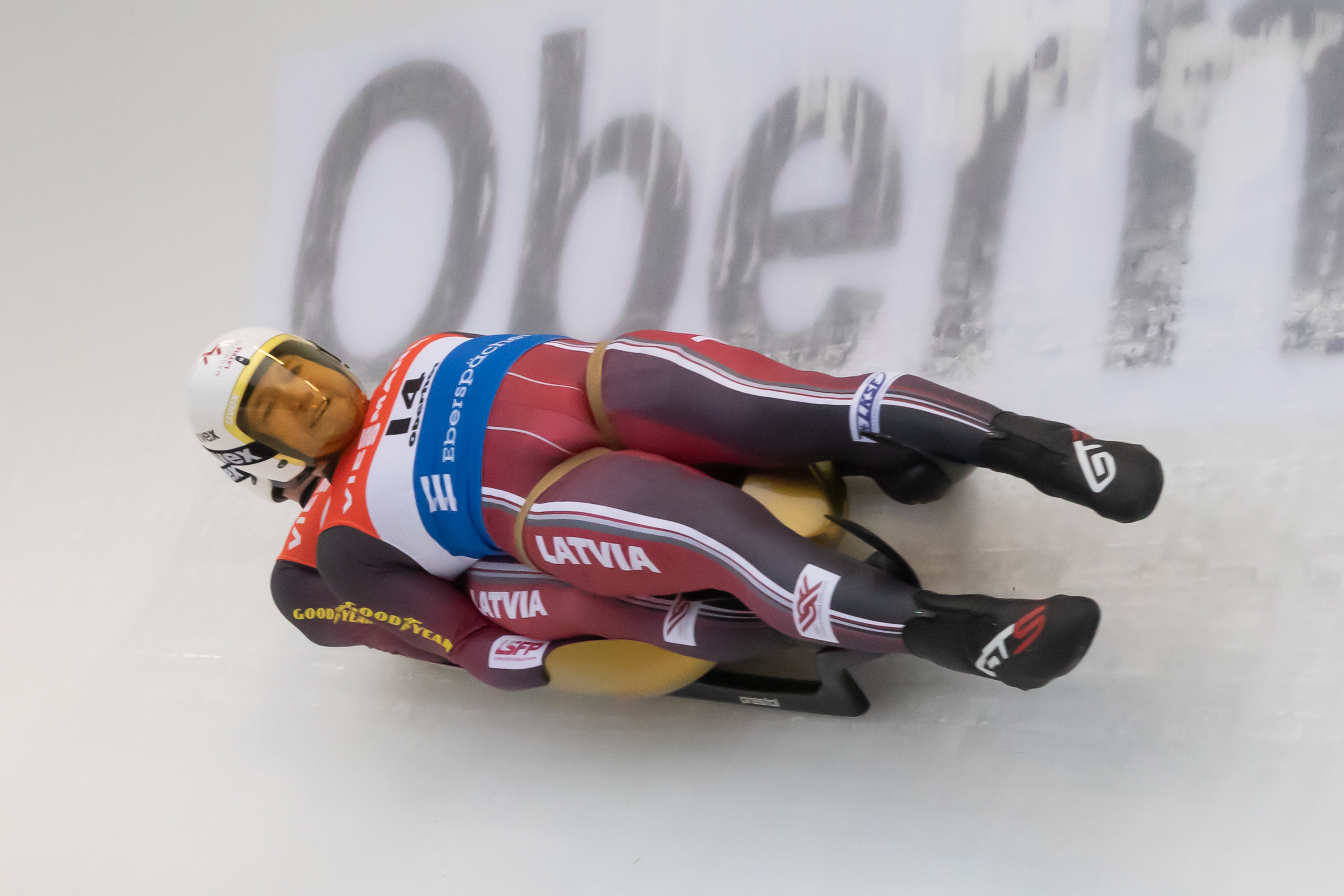
Weltcuprennen in Oberhof 2020

Die Saison 2019/20 sollte zur Besten in der Karriere des Doppels Gudramovičs und Kalniņš werden. Schon zum Saisonstart wurden sie Achte in Igls. In Lake Placid wiederholten sie das Ergebnis und konnten sich im Sprintrennen bis auf Platz sechs verbessern. In Whistler wurden sie danach Zehnte und Sprint-Neunte. Auch nach dem Jahreswechsel setzte sich die Serie der Top-Ten-Platzierungen in Altenberg fort, wo Gudramovičs/Kalniņš Achte und Staffel-Fünfte wurden. Die erste Platzierung außerhalb der Top Ten passierte ausgerechnet in Lillehammer, wo parallel auch die Europameisterschaften 2020 ausgetragen wurden. In beiden Wertungen wurden das lettische Doppel 13. Besser verlief wie gewohnt das Rennen in Sigulda, bei dem sie Fünfte wurden. Im Sprintrennen belegten sie den 15. Rang. Damit bestritten die beiden Letten erstmals alle Sprintrennen der Saison und qualifizierten sich damit in dieser Gesamtwertung und wurden dort Zehnte. In Oberhof verpassten sie als Viertplatzierte ihre erste Podiumsplatzierung der Saison noch. Bei den nachfolgenden Weltmeisterschaften 2020 in Sotschi gelang erstmals die Qualifikation für das Sprintrennen, bei dem Gudramovičs und Kalniņš 14. wurden. Im regulären Rennen erreichten sie den siebten Platz. Danach verpassten sie beim aus Witterungsgründen überaus chaotischen Rennen in Winterberg hinter den Russen Alexander Denissjew und Wladislaw Antonow knapp ihren ersten Einzelsieg, wobei sie auch von den Absagen aus Sicherheitsbedenken etwa der deutschen Weltklasse-Doppel sowie der Österreicher und US-Amerikaner profitierten. Mit Elīza Cauce und Kristers Aparjods fuhren sie auf den dritten Rang mit der Teamstaffel, auch hier ohne die Konkurrenten aus Deutschland, Österreich, den USA und Kanada. Das Saisonfinale in Königssee stand schon unter den Vorzeichen der COVID-19-Pandemie. Gudramovičs/Kalniņš wurden noch einmal Zehnte. Mit 543 Punkten und damit einem Punkt mehr als die Deutschen Geueke/Gamm wurden sie am Ende Fünfte der Weltcup-Gesamtwertung.